# 久慈北インターチェンジ
久慈北インターチェンジ（くじきたインターチェンジ）は、岩手県久慈市にある三陸沿岸道路（久慈北道路・久慈道路）のインターチェンジである。

## 歴史
- 1993年（平成5年）12月16日 : 久慈道路・久慈北IC - 久慈IC間 開通に伴い、供用開始。
- 2020年（令和2年）3月1日 : 久慈北道路・侍浜IC - 久慈北IC間 開通[1]。

## 道路

### 本線
- E45 三陸沿岸道路（久慈北道路・久慈道路、66番）

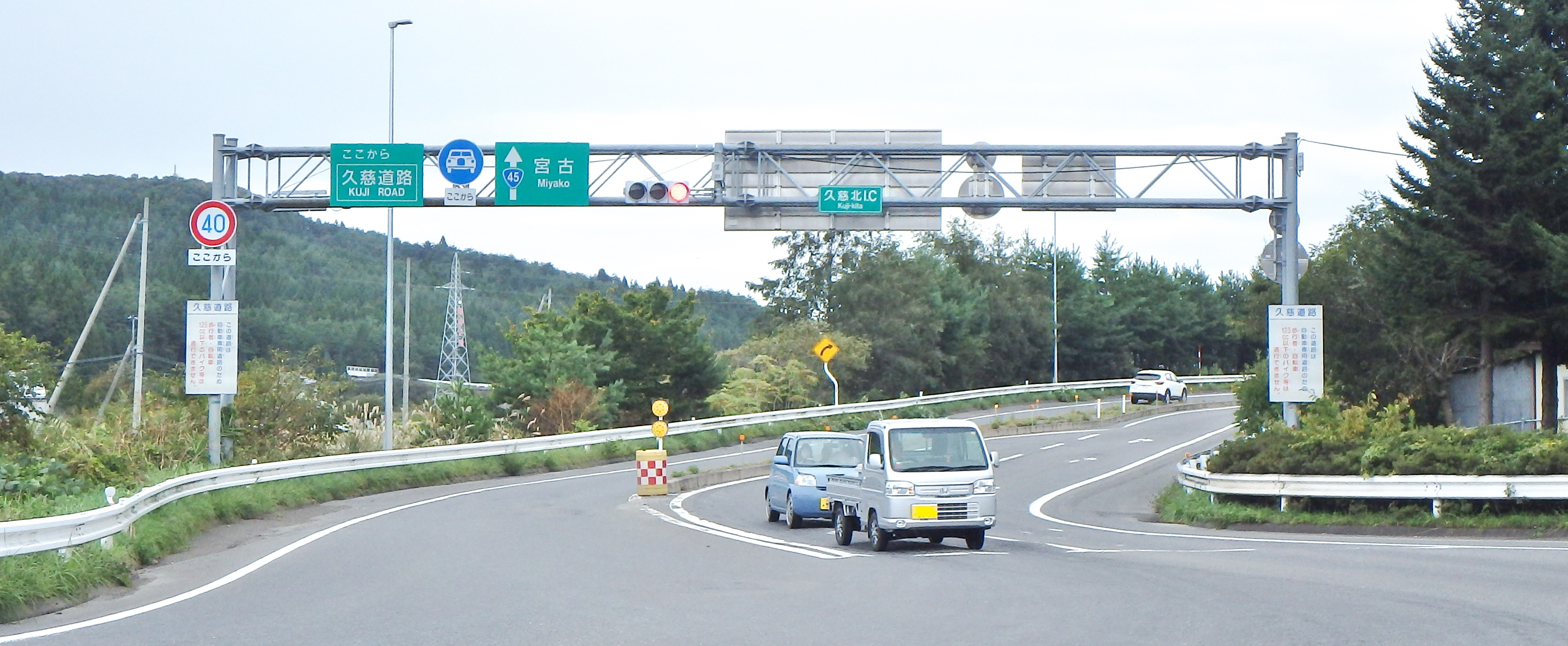
久慈北インターチェンジ入口

### 接続する道路
- 直接接続
  - 国道45号
  - 国道395号

## 料金所
無料区間のため、設置されていない。

## 周辺
- ドライブイン三陸
- 道の駅いわて北三陸[2][3]

## 形状
ランプウェイは片方向Y字型。この先は八戸久慈自動車道（久慈北道路）として八戸方面へ延伸され、久慈道路との接続は上下線が分かれて急カーブを通る形となっている。また、久慈道路から八戸方面へは右折、二戸方面へは直進。

## 隣
E45 三陸沿岸道路（久慈北道路 / 久慈道路）
(65) 久慈IC - (66) 久慈北IC - (67) 侍浜南IC